# Герб Самаркандской области (Российская империя)
Герб Самаркандской области Российской Империи — являлся официальным символом Самаркандской области, которая входила в состав Российской Империи. Герб был принят по ордеру министра юстиции №4332 от 5 февраля 1890 года. Официальной датой утверждения герба является 31 января 1890 года. Данный герб использовался вплоть до 1919 года, когда была упразднена Самаркандская область из-за распада монархии Российской Империи и возникновения сначала Российской Республики, а позднее СССР.

## Описание

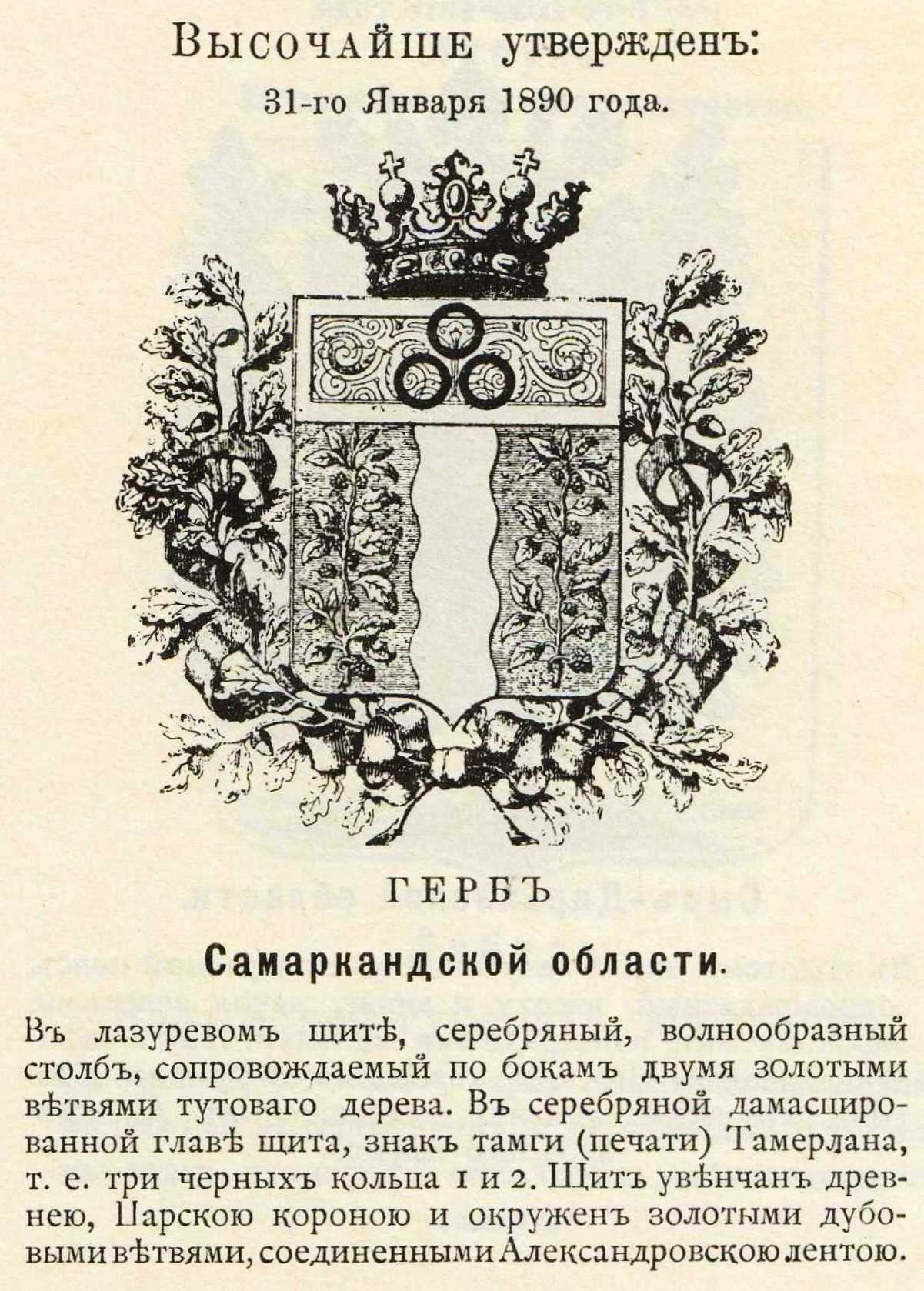
Официальное описание герба в Гербовнике Винклера, 1890 год.

В лазуревом щите, серебряный волнообразный столб, сопровождаемый по бокам двумя золотыми ветвями тутовника. В серебряной дамасцированной главе щита тамга (печать) Тамерлана, состоящая из трёх чёрных колец, один сверху в середине, остальные две снизу верхнего кольца. Щит увенчан царской короной и окружён золотыми дубовыми ветвями, которые соединены Александровской лентой.